# Bahnstrecke Ducherow–Heringsdorf–Wolgaster Fähre
| Bahnhof Heringsdorf (Kopf-, aber seit 1911 nicht mehr Endbahnhof der Strecke) |                                                                                               |                                         |                                         |
| |                                                                                               |                                         |                                         |
| Streckennummer (DB): | 6768 Ducherow–Heringsdorf 6773 Heringsdorf–Wolgaster Fähre                                    |                                         |                                         |
| Kursbuchstrecke (DB): | 193                                                                                           |                                         |                                         |
| Kursbuchstrecke: | 109d (1934) 122e (Wolgaster Fähre – Ducherow 1946)                                            |                                         |                                         |
| Streckenlänge: | 80,3 km                                                                                       |                                         |                                         |
| Spurweite: | 1435 mm (Normalspur)                                                                          |                                         |                                         |
| Streckenklasse: | B1 (Wolgast–Heringsdorf– Ahlbeck Staatsgrenze) D4 (Ahlbeck Staatsgrenze– Świnoujście Centrum) |                                         |                                         |
| Maximale Neigung: | 16 ‰                                                                                          |                                         |                                         |
| Streckengeschwindigkeit: | 80 km/h                                                                                       |                                         |                                         |
| |                                                                                               |                                         |                                         |
| \| \| \| von Züssow \| \| \| \| 211,0 \| Wolgast Hafen ehem. Bf \| Wolgast Hafen ehem. Bf \| \| \| 211,1244,2 \| nach Kröslin \| nach Kröslin \| \| \| \| Peenebrücke Wolgast (Peenestrom; 247 m) \| \| \| \| 243,5 \| Wolgaster Fähre \| Wolgaster Fähre \| \| \| \| B 111 \| \| \| \| \| \| \| \| \| 243,5 \| Wolgaster Fähre \| Wolgaster Fähre \| \| \| \| Trajekt von Wolgast \| \| \| \| \| \| \| \| \| 239,8 \| Bannemin-Mölschow ehem. Bf \| Bannemin-Mölschow ehem. Bf \| \| \| 237,4 \| Trassenheide \| Trassenheide \| \| \| \| von Peenemünde \| \| \| \| 235,0 \| Zinnowitz \| Zinnowitz \| \| \| \| B 111 \| \| \| \| 231,1 \| Zempin \| Zempin \| \| \| \| Damerow in Planung \| \| \| \| 227,6 \| Koserow \| Koserow \| \| \| \| B 111 \| \| \| \| 225,7 \| Kölpinsee \| Kölpinsee \| \| \| 224,1 \| Stubbenfelde \| Stubbenfelde \| \| \| 222,3 \| Ückeritz \| Ückeritz \| \| \| \| B 111 \| \| \| \| 220,4 \| Neu Pudagla \| Neu Pudagla \| \| \| 218,3 \| Schmollensee \| Schmollensee \| \| \| \| B 111 \| \| \| \| 214,2 \| Bansin Seebad \| Bansin Seebad \| \| \| \| Sackkanal \| \| \| \| 212,0 \| Heringsdorf-Neuhof \| Heringsdorf-Neuhof \| \| \| 208,6 \| Seebad Heringsdorf \| Seebad Heringsdorf \| \| \| 207,5 \| Ahlbeck Ostseetherme \| Ahlbeck Ostseetherme \| \| \| 206,7 \| Seebad Ahlbeck \| Seebad Ahlbeck \| \| \| 204,3 \| Ahlbeck Grenze \| Ahlbeck Grenze \| \| \| 204,2 \| Oder-Neiße-Grenze Deutschland-Polen \| Oder-Neiße-Grenze Deutschland-Polen \| \| \| 202,8 \| Świnoujście Centrum \| Świnoujście Centrum \| \| \| 202,5 \| Swinemünde Bad \| Swinemünde Bad \| \| \| \| \| \| \| \| 203,3 \| Swinemünde Hafen \| Swinemünde Hafen \| \| \| \| Trajekt von Ostswine \| \| \| \| \| \| \| \| \| 200,9 \| Swinemünde Hbf \| Swinemünde Hbf \| \| \| \| Staatsgrenze Polen-Deutschland \| \| \| \| 198,7 \| Golm \| Golm \| \| \| \| zum Flugplatz Garz \| \| \| \| 196,6 \| Garz \| Garz \| \| \| 193,7 \| Kutzow \| Kutzow \| \| \| 188,8 \| Dargen \| Dargen \| \| \| 183,9 \| Stolpe (b Usedom) \| Stolpe (b Usedom) \| \| \| 179,1 \| Usedom \| Usedom \| \| \| 174,2 \| Karnin \| Karnin \| \| \| \| Karniner Hubbrücke (Peenestrom) \| \| \| \| 168,1 \| Rosenhagen \| Rosenhagen \| \| \| \| von Stralsund \| \| \| \| 163,2 \| Ducherow \| Ducherow \| \| \| \| nach Angermünde \| \| \| \| \| \| \| \| Quellen: [3] \| \| \| \| |                                                                                               |                                         |                                         |
| Strecke |                                                                                               | von Züssow                              | von Züssow                              |
| Haltepunkt / Haltestelle | 211,0                                                                                         | Wolgast Hafen ehem. Bf                  | Wolgast Hafen ehem. Bf                  |
| Abzweig geradeaus und ehemals nach links | 211,1244,2                                                                                    | nach Kröslin                            | nach Kröslin                            |
| Brücke über Wasserlauf |                                                                                               | Peenebrücke Wolgast (Peenestrom; 247 m) | Peenebrücke Wolgast (Peenestrom; 247 m) |
| Haltepunkt / Haltestelle | 243,5                                                                                         | Wolgaster Fähre                         | Wolgaster Fähre                         |
| Tunnel |                                                                                               | B 111                                   | B 111                                   |
| Verschwenkung von links |                                                                                               |                                         |                                         |
| Strecke · Kopfbahnhof Streckenanfang (Strecke außer Betrieb) | 243,5                                                                                         | Wolgaster Fähre                         | Wolgaster Fähre                         |
| Strecke · Abzweig geradeaus und von rechts (Strecke außer Betrieb) |                                                                                               | Trajekt von Wolgast                     | Trajekt von Wolgast                     |
| Verschwenkung nach links · Verschwenkung nach rechts (Strecke außer Betrieb) |                                                                                               |                                         |                                         |
| Haltepunkt / Haltestelle | 239,8                                                                                         | Bannemin-Mölschow ehem. Bf              | Bannemin-Mölschow ehem. Bf              |
| Bahnhof | 237,4                                                                                         | Trassenheide                            | Trassenheide                            |
| Abzweig geradeaus und von links |                                                                                               | von Peenemünde                          | von Peenemünde                          |
| Bahnhof | 235,0                                                                                         | Zinnowitz                               | Zinnowitz                               |
| Brücke |                                                                                               | B 111                                   | B 111                                   |
| Bahnhof | 231,1                                                                                         | Zempin                                  | Zempin                                  |
| ehemaliger Haltepunkt / Haltestelle |                                                                                               | Damerow in Planung                      | Damerow in Planung                      |
| Bahnhof | 227,6                                                                                         | Koserow                                 | Koserow                                 |
| Bahnübergang |                                                                                               | B 111                                   | B 111                                   |
| Haltepunkt / Haltestelle | 225,7                                                                                         | Kölpinsee                               | Kölpinsee                               |
| Haltepunkt / Haltestelle | 224,1                                                                                         | Stubbenfelde                            | Stubbenfelde                            |
| Bahnhof | 222,3                                                                                         | Ückeritz                                | Ückeritz                                |
| Bahnübergang |                                                                                               | B 111                                   | B 111                                   |
| Haltepunkt / Haltestelle | 220,4                                                                                         | Neu Pudagla                             | Neu Pudagla                             |
| Bahnhof | 218,3                                                                                         | Schmollensee                            | Schmollensee                            |
| Bahnübergang |                                                                                               | B 111                                   | B 111                                   |
| Bahnhof | 214,2                                                                                         | Bansin Seebad                           | Bansin Seebad                           |
| Brücke über Wasserlauf |                                                                                               | Sackkanal                               | Sackkanal                               |
| Haltepunkt / Haltestelle | 212,0                                                                                         | Heringsdorf-Neuhof                      | Heringsdorf-Neuhof                      |
| Spitzkehrbahnhof links | 208,6                                                                                         | Seebad Heringsdorf                      | Seebad Heringsdorf                      |
| Haltepunkt / Haltestelle | 207,5                                                                                         | Ahlbeck Ostseetherme                    | Ahlbeck Ostseetherme                    |
| Bahnhof | 206,7                                                                                         | Seebad Ahlbeck                          | Seebad Ahlbeck                          |
| Haltepunkt / Haltestelle | 204,3                                                                                         | Ahlbeck Grenze                          | Ahlbeck Grenze                          |
| Grenze | 204,2                                                                                         | Oder-Neiße-Grenze Deutschland-Polen     | Oder-Neiße-Grenze Deutschland-Polen     |
| Kopfbahnhof Strecke ab hier außer Betrieb | 202,8                                                                                         | Świnoujście Centrum                     | Świnoujście Centrum                     |
| Bahnhof (Strecke außer Betrieb) | 202,5                                                                                         | Swinemünde Bad                          | Swinemünde Bad                          |
| Verschwenkung von links (Strecke außer Betrieb) |                                                                                               |                                         |                                         |
| Strecke (außer Betrieb) · Kopfbahnhof Streckenanfang (Strecke außer Betrieb) | 203,3                                                                                         | Swinemünde Hafen                        | Swinemünde Hafen                        |
| Strecke (außer Betrieb) · Abzweig geradeaus und von links (Strecke außer Betrieb) |                                                                                               | Trajekt von Ostswine                    | Trajekt von Ostswine                    |
| Verschwenkung nach links (Strecke außer Betrieb) · Verschwenkung nach rechts (Strecke außer Betrieb) |                                                                                               |                                         |                                         |
| Bahnhof (Strecke außer Betrieb) | 200,9                                                                                         | Swinemünde Hbf                          | Swinemünde Hbf                          |
| Grenze (Strecke außer Betrieb) |                                                                                               | Staatsgrenze Polen-Deutschland          | Staatsgrenze Polen-Deutschland          |
| Haltepunkt / Haltestelle (Strecke außer Betrieb) | 198,7                                                                                         | Golm                                    | Golm                                    |
| Abzweig geradeaus und nach links (Strecke außer Betrieb) |                                                                                               | zum Flugplatz Garz                      | zum Flugplatz Garz                      |
| Haltepunkt / Haltestelle (Strecke außer Betrieb) | 196,6                                                                                         | Garz                                    | Garz                                    |
| Haltepunkt / Haltestelle (Strecke außer Betrieb) | 193,7                                                                                         | Kutzow                                  | Kutzow                                  |
| Bahnhof (Strecke außer Betrieb) | 188,8                                                                                         | Dargen                                  | Dargen                                  |
| Haltepunkt / Haltestelle (Strecke außer Betrieb) | 183,9                                                                                         | Stolpe (b Usedom)                       | Stolpe (b Usedom)                       |
| Bahnhof (Strecke außer Betrieb) | 179,1                                                                                         | Usedom                                  | Usedom                                  |
| Bahnhof (Strecke außer Betrieb) | 174,2                                                                                         | Karnin                                  | Karnin                                  |
| Brücke über Wasserlauf (Strecke außer Betrieb) |                                                                                               | Karniner Hubbrücke (Peenestrom)         | Karniner Hubbrücke (Peenestrom)         |
| Bahnhof (Strecke außer Betrieb) | 168,1                                                                                         | Rosenhagen                              | Rosenhagen                              |
| Abzweig ehemals geradeaus und von rechts |                                                                                               | von Stralsund                           | von Stralsund                           |
| Bahnhof | 163,2                                                                                         | Ducherow                                | Ducherow                                |
| Strecke |                                                                                               | nach Angermünde                         | nach Angermünde                         |
| |                                                                                               |                                         |                                         |
| Quellen: |                                                                                               |                                         |                                         |

Die Bahnstrecke Ducherow – Heringsdorf – Wolgaster Fähre führte von Ducherow über den Peenestrom mit der Hubbrücke Karnin auf die Insel Usedom, zuerst nach Osten bis zur Swinemündung, anschließend nach Nordwesten über fast die gesamte Länge der Insel parallel zur Ostseeküste bis Trassenheide und dann nach Südwesten zum Peenestrom gegenüber von Wolgast.
Die Strecke konnte nach dem Zweiten Weltkrieg nicht mehr durchgehend betrieben werden. Die über den Peenestrom führende Hubbrücke Karnin war kurz vor Kriegsende von deutschen Truppen zerstört worden. Die Stadt Swinemünde (Świnoujście) kam gemäß Potsdamer Abkommen zu Polen, so dass die neue Grenze die alte Strecke an zwei Stellen teilte. Der Abschnitt von Ducherow bis Ahlbeck – inklusive des kurzen Teils in Świnoujście – wurde 1945 bis 1948 als Reparationsleistung an die Sowjetunion demontiert, so dass nur der Abschnitt von Wolgaster Fähre bis Ahlbeck in Betrieb blieb.
Um die Jahrtausendwende wurde in zwei Etappen der Streckenteil von Ahlbeck, einem neuen Bahnhof in Świnoujście (Bahnhof Świnoujście Centrum) und der Abschnitt zwischen der Staatsgrenze und Ahlbeck wiederhergestellt. In Wolgast erhielt die Strecke im Jahr 2000 über eine neue kombinierte Eisenbahn-/Straßenbrücke eine direkte Anbindung an das Eisenbahnnetz auf dem Festland.
Pläne für die Wiederherstellung des gesamten demontierten Streckenteils gab es schon in der DDR und werden weiterhin diskutiert. Ihre Verwirklichung ist wegen der Kosten für die wiederaufzubauende Hubbrücke Karnin und wegen des in Świnoujście durch Überbauungen inzwischen entstandenen Platzmangels erschwert.
Der Abschnitt zwischen Ducherow und Heringsdorf war eine zweigleisige Hauptbahn, die Verlängerung bis Wolgaster Fähre eine eingleisige Nebenbahn. Die heute betriebene Strecke Świnoujście – Wolgast ist eine eingleisige Nebenbahn. Sie ist die Stammstrecke der Usedomer Bäderbahn (UBB), auf der Züge, seit 2017 betrieben von DB Regio Nordost, im Sommer alle 30 Minuten (weiter nach Züssow alle 60 Minuten) verkehren.

## Streckenverlauf

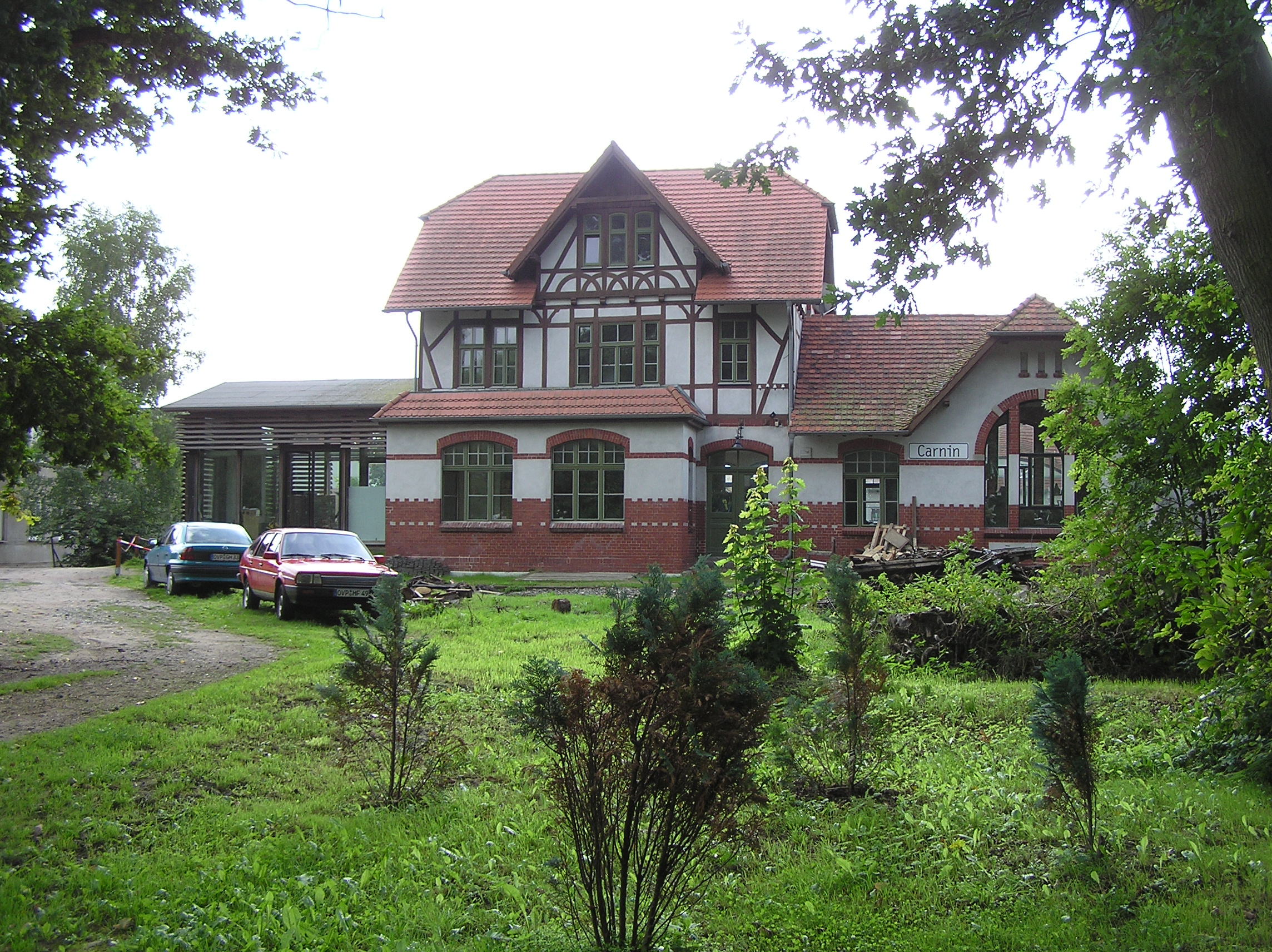
Das ehemalige Empfangsgebäude des Bahnhofs Karnin – in alter Schreibweise noch mit „C“

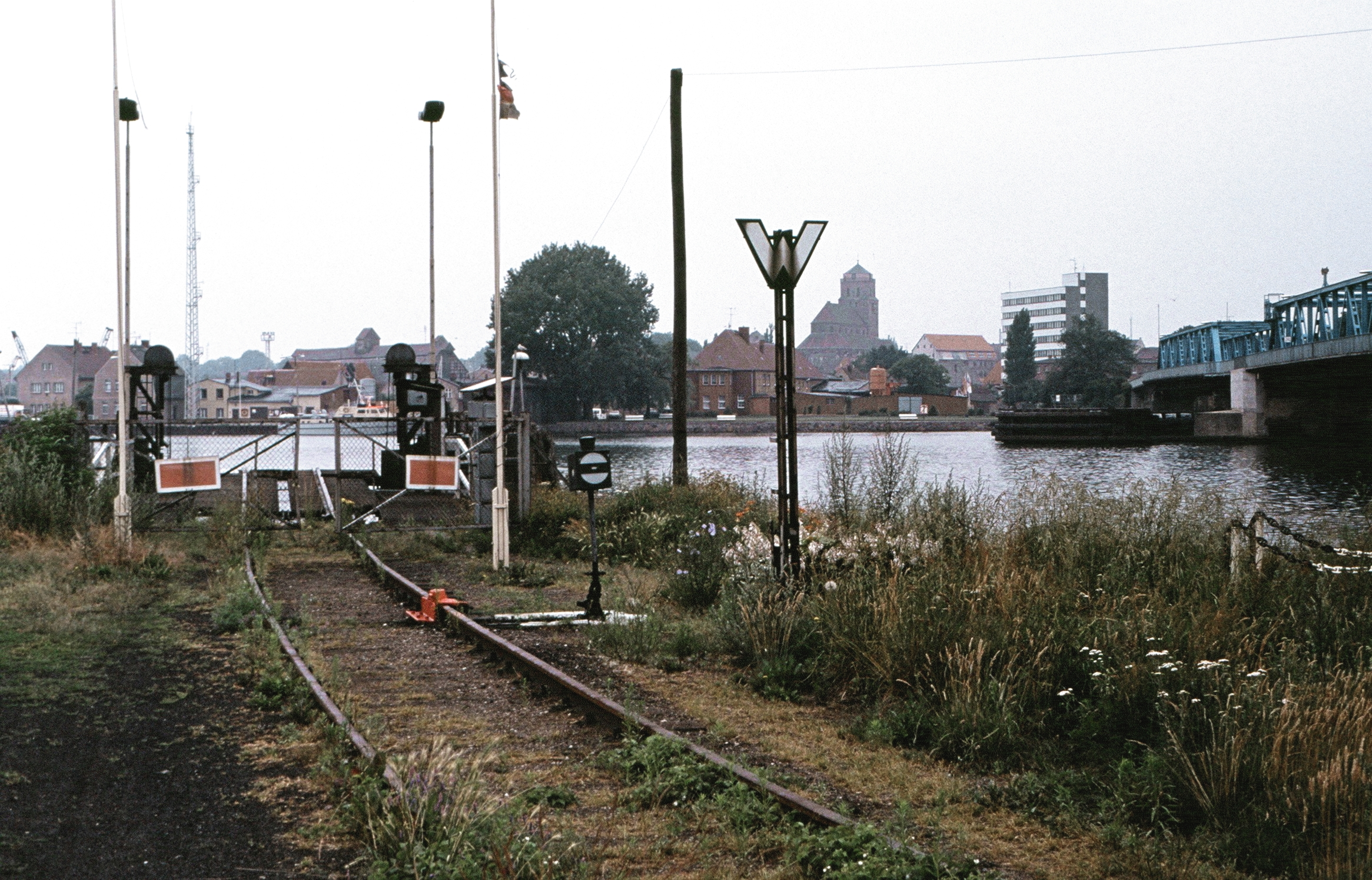
Trajektanleger Wolgaster Fähre

Die Strecke begann am Bahnhof Ducherow an der Angermünde-Stralsunder Eisenbahn, von der sie nach Nordosten abzweigte. Bis zum Peenestrom, den sie auf der im Zweiten Weltkrieg zerstörten Hubbrücke Karnin überquerte, war die Strecke fast geradlinig. Anschließend führte sie parallel zur Südküste Usedoms über die Orte Usedom und Dargen nach Swinemünde. Der Swinemünder Hauptbahnhof befand sich am Westrand der Stadt. Danach schwenkte die Strecke in einem großen Bogen nach Nordwesten und weiter parallel zur Nordküste von Usedom bis Trassenheide und südwestlich bis Wolgast Fähre. Vom westlichen Stadtrand von Swinemünde (Świnoujście) an ist die Strecke über die Grenze bei Ahlbeck und inzwischen über eine neue Brücke weiter bis Wolgast Hafen in Betrieb.
Der Bahnhof Heringsdorf war als dreigleisiger Kopfbahnhof angelegt worden. Die Züge wechseln heute wie damals im Bahnhof die Fahrtrichtung und passieren nach einer etwa 180°-Kurve Heringsdorf am südlichen Ortsrand. Die Strecke führt auf der Boddenseite der Insel weiter nach Nordwesten bis Zinnowitz, wo die ebenfalls nach Nordwesten führende Strecke nach Peenemünde abzweigt. Die Stammstrecke schwenkt nach Südwesten und endete ursprünglich im noch auf Usedom gelegenen Bahnhof Wolgaster Fähre.
Reisende mussten früher zum Anschluss an die Bahnstrecke Züssow–Wolgast Hafen zwischen den Bahnhöfen Wolgaster Fähre und Wolgast Hafen zu Fuß den Peenestrom über die Straßenbrücke überqueren. Güterwagen und andere Eisenbahnfahrzeuge wurden bis 1990 mit einer Fähre (einem Trajekt) zwischen Festland und Insel überführt.
Im Jahr 2000 wurde die neue Wolgaster Peenebrücke mit einem Eisenbahngleis eröffnet. Über diese Brücke hat die Insel Usedom 55 Jahre nach der Zerstörung der Hubbrücke Karnin und der Demontage des dortigen Streckenteils wieder eine direkte Eisenbahnverbindung mit dem pommerschen Festland.

## Geschichte

### Die erste Eisenbahn auf Usedom

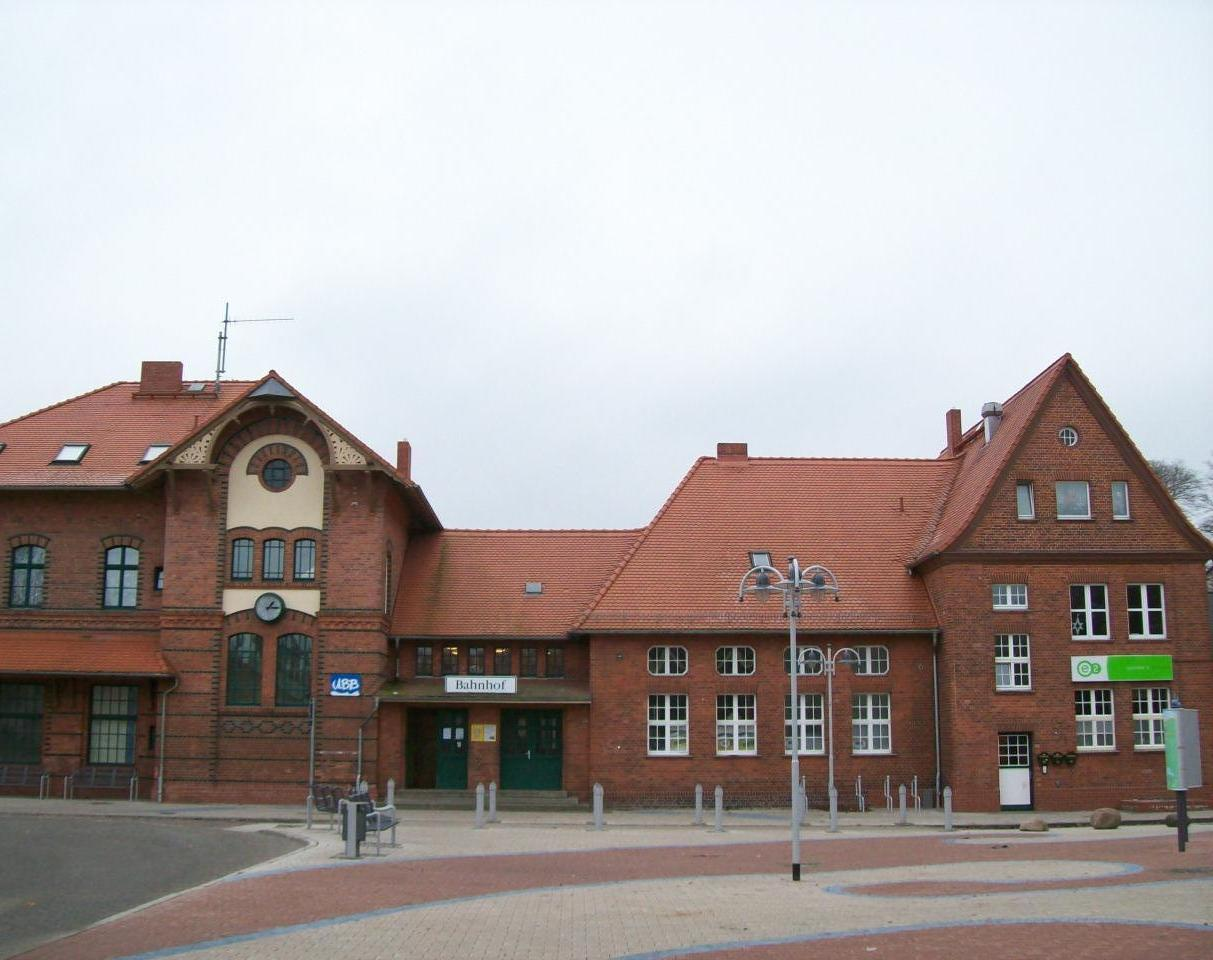
Außenansicht des Bahnhofs Seebad Ahlbeck

Nachdem bereits seit 1863 über die Bahnstrecke Züssow–Wolgast Hafen eine Verbindung bis zum Peenestrom, der Usedom vom Festland trennt, aufgenommen wurde, gab es seitens der Berlin-Stettiner Eisenbahn-Gesellschaft (BSE), die das Normalspurnetz in der Region betrieb, Bestrebungen, die Insel über eine weitere Verbindung zu erreichen. Diese sollte jedoch nicht am Peenestrom enden, sondern diesen überbrücken und von Berlin aus auf kürzerem Wege nach Swinemünde führen. Nach Erteilung der Baugenehmigungen begannen im August 1873 die Arbeiten, die sich über drei Jahre hinzogen. Die Querung des Peenestroms bei Karnin beanspruchte die meiste Bauzeit und wurde Ende 1875 in Form einer Drehbrücke fertig gestellt. Das Planum der zunächst eingleisigen Strecke wurde bereits für die Anlage des zweiten, 1908 realisierten Gleises vorbereitet. Am 15. Mai 1876 fuhr der erste Zug von Berlin aus über die neue Strecke nach Swinemünde und Güterzüge fuhren über Anschlussgleise weiter zum Hafen. Drei Jahre später wurde die Berlin-Stettiner Eisenbahn-Gesellschaft verstaatlicht und der Betrieb und das Wagenmaterial von den Preußischen Staatseisenbahnen übernommen.
Nachdem das Grundnetz der preußischen Eisenbahnen bis etwa 1880 errichtet war, begann der Bau von Nebenbahnen in dünner besiedelte Gebiete. Da bis auf die Swinemünder Zufahrtstrecke und die Festlandverbindung nach Wolgast noch kein weiterer Eisenbahnanschluss für Usedom bestand, wurde ab 1893 die Hauptstrecke von Swinemünde aus als Nebenstrecke parallel zur Küste nach Heringsdorf verlängert (Betriebsaufnahme am 1. Juli 1894).

### Streckenausbau und Netzerweiterung
Nach dem zweigleisigen Ausbau der bestehenden Strecke im Jahr 1908 folgte 1911 die Verlängerung der Strecke entlang der Nordküste der Insel. Der Bahnhof Heringsdorf blieb dabei Kopfbahnhof; er konnte aus Platzgründen nicht zum Durchgangsbahnhof ausgebaut werden. Streckenende war der Bahnhof Wolgaster Fähre auf der Usedomer Seite gegenüber von Wolgast. Dort bestand Anschluss über eine Personenfähre zum Festland und dort zur Bahnstrecke Züssow–Wolgast Hafen. Eine Eisenbahnfährverbindung (Trajekt) gab es nur für den Güterverkehr.

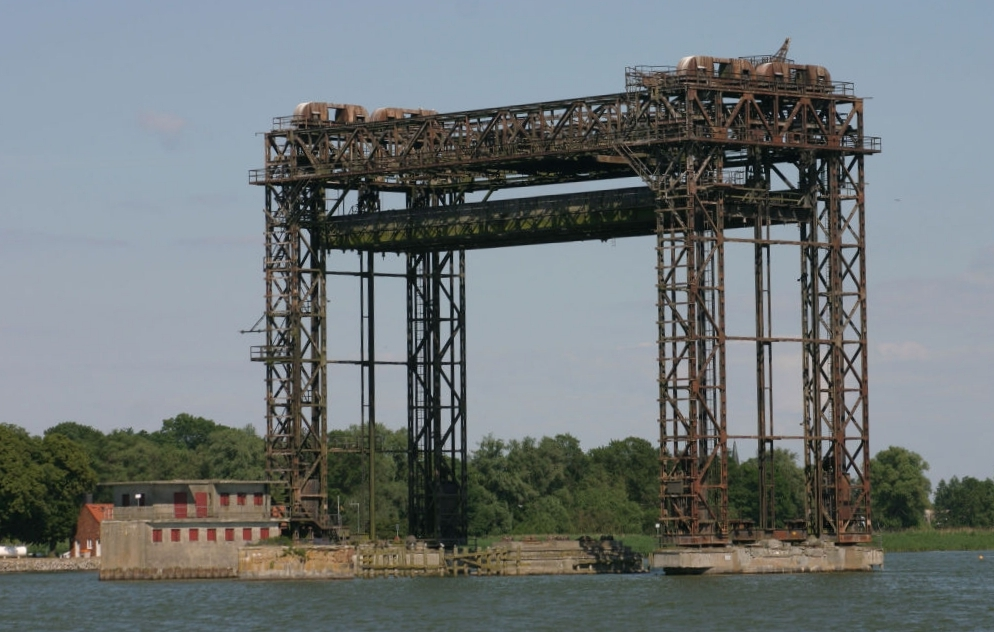
Die Hubbrücke Karnin ist der erhaltene Mittelteil der Peenequerung.

Die auf der Strecke verkehrenden Züge dienten vor allem dem lokalen Personen- und Güterverkehr. Hinzu kamen einige durchgehende Zugpaare für den Ausflugsverkehr von und nach Berlin. Der Abschnitt Ducherow–Swinemünde war der am meisten befahrene Abschnitt. Die Drehbrücke bei Karnin wurde zum Engpass, da diese allgemein offenstand und nur für das Passieren der Züge geschlossen wurde. Sie wurde daher abgetragen und in den Jahren 1932/33 durch die schneller zu betätigende Hubbrücke Karnin ersetzt. Das Schließen und Öffnen der neuen Hubbrücke dauerte nur noch etwa je zwei Minuten. Außerdem erlaubte die Brücke eine Geschwindigkeit der Züge bis 100 km/h und es war somit möglich, mehr Züge einzusetzen.
Im Sommer verkehrten mehrere durchgehende Schnell- und Eilzüge der Deutschen Reichsbahn von Berlin nach Heringsdorf, Zinnowitz oder Carlshagen-Trassenheide (heute Trassenheide), darunter die so genannten „Strohwitwerzüge“, die zu ihrem Namen kamen, weil sie samstags Familienväter von der Arbeit zu ihren Familien auf der Insel brachten und am Sonntagabend zurück. Hinzu kam eine direkte Verbindung in und aus Richtung Dresden und Breslau. Im Winter verkehrte lediglich ein durchgehender Eilzug von Berlin bis Swinemünde. Ab Mitte der 1930er Jahre nahm der Verkehr mit der Anlage der Heeresversuchsanstalt Peenemünde (HVA) sowie der Munitionsanstalt in der Mellenthiner Heide stark zu. Neben der bereits 1934 eröffneten Straßenbrücke Wolgast wurde 1937 zusätzlich für den Personenverkehr der HVA die Werkbahn Peenemünde (Zinnowitz–Trassenheide–Karlshagen–Peenemünde) in Betrieb genommen.
Die Verknappung der Ressourcen während des Zweiten Weltkrieges führte 1941 zur Einstellung der öffentlichen Schnell- und Eilzüge von und nach Berlin.

### Zerstörung und Trennung der Strecke

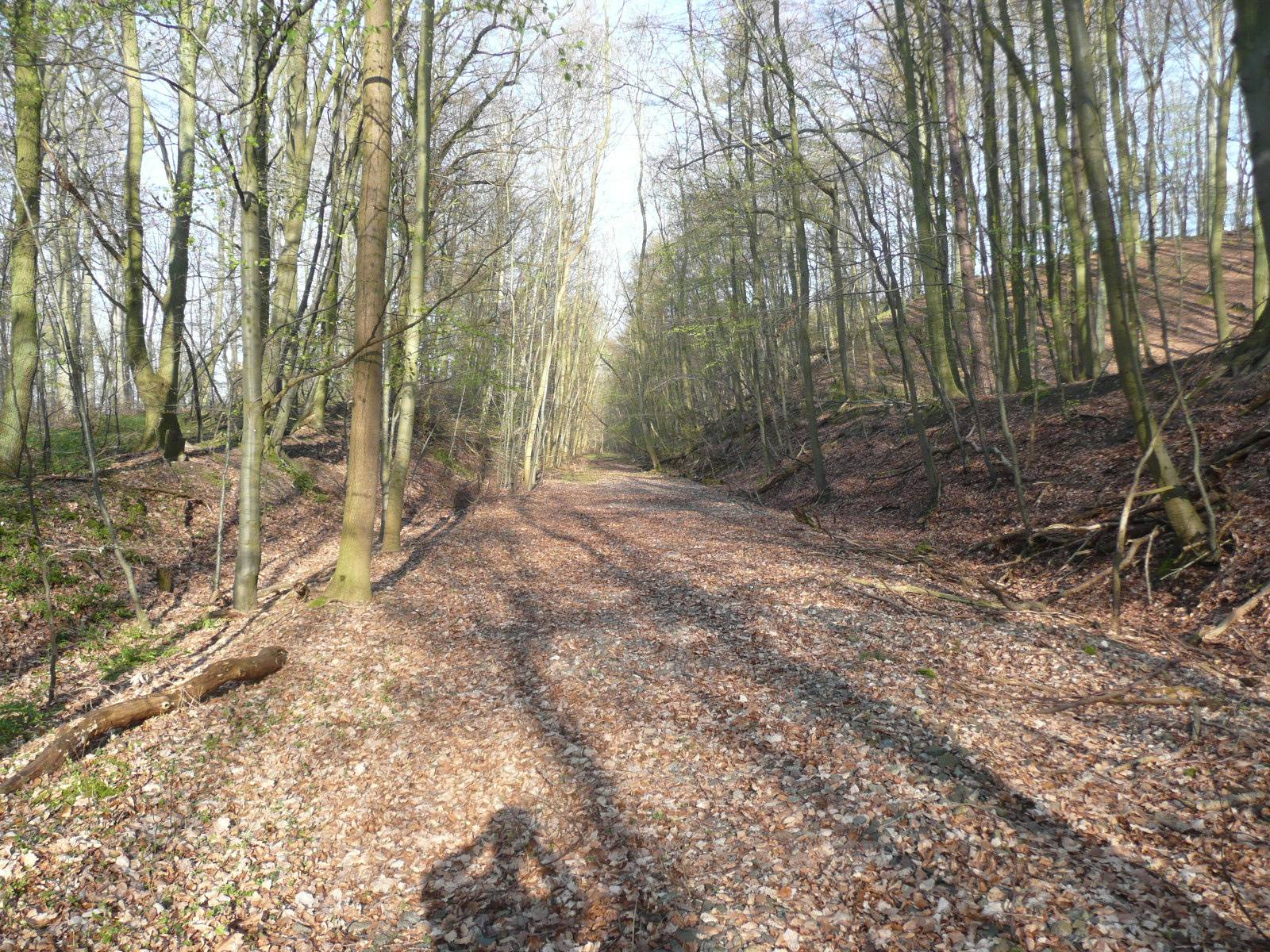
Die ehemalige Trasse zwischen Garz und Golm

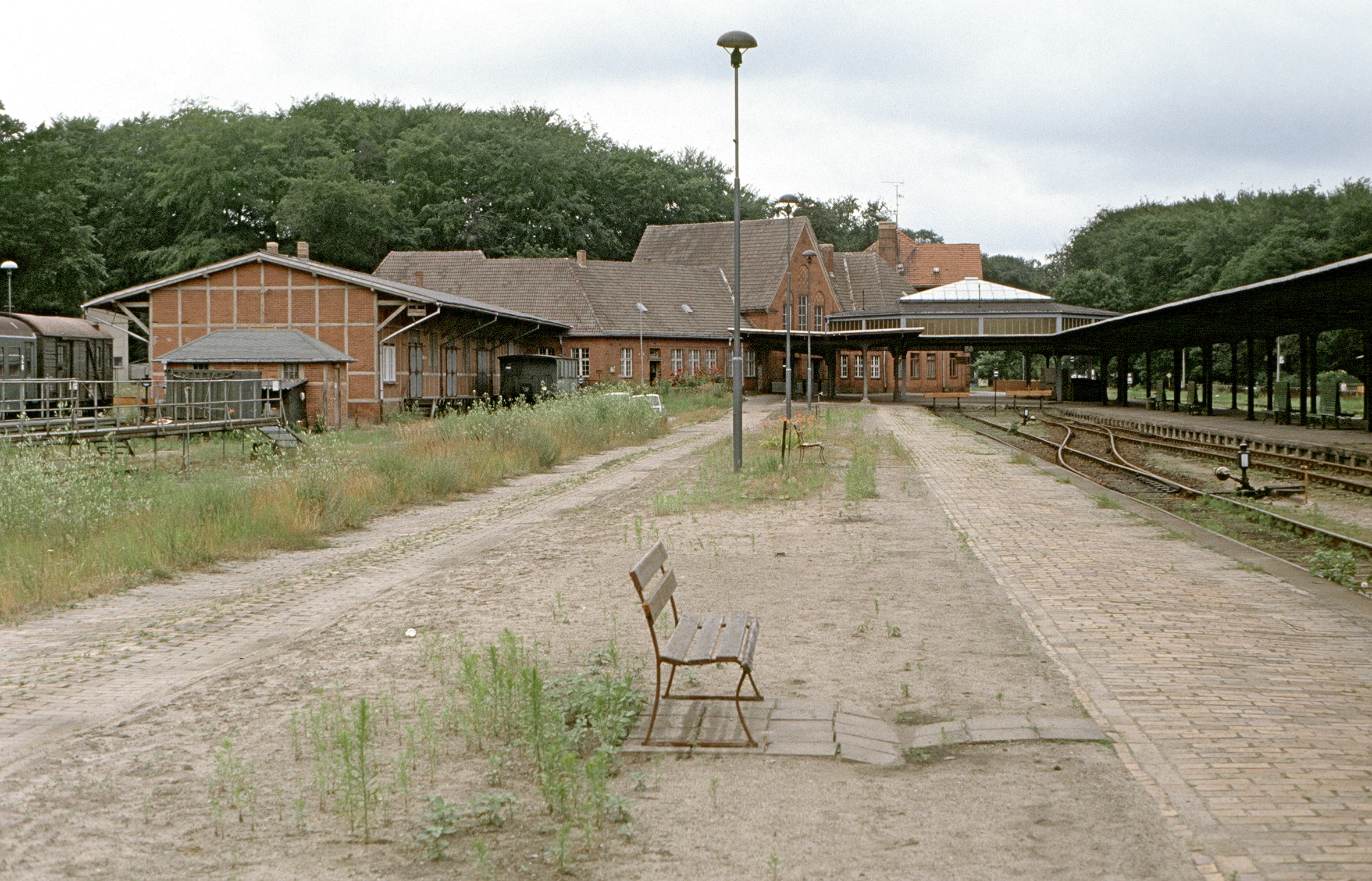
Bahnhof Heringsdorf, 1991

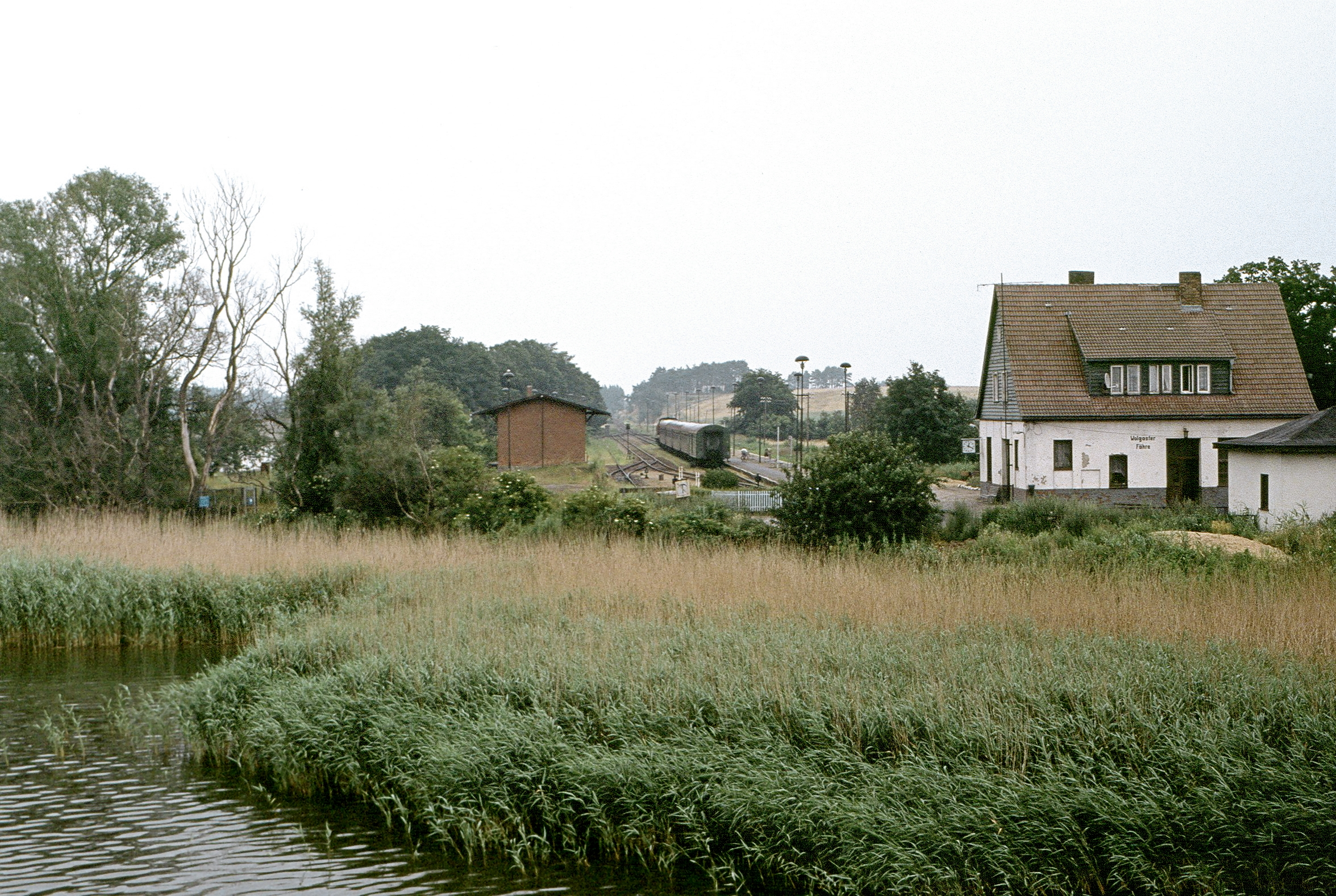
Ehemaliger Endbahnhof Wolgaster Fähre

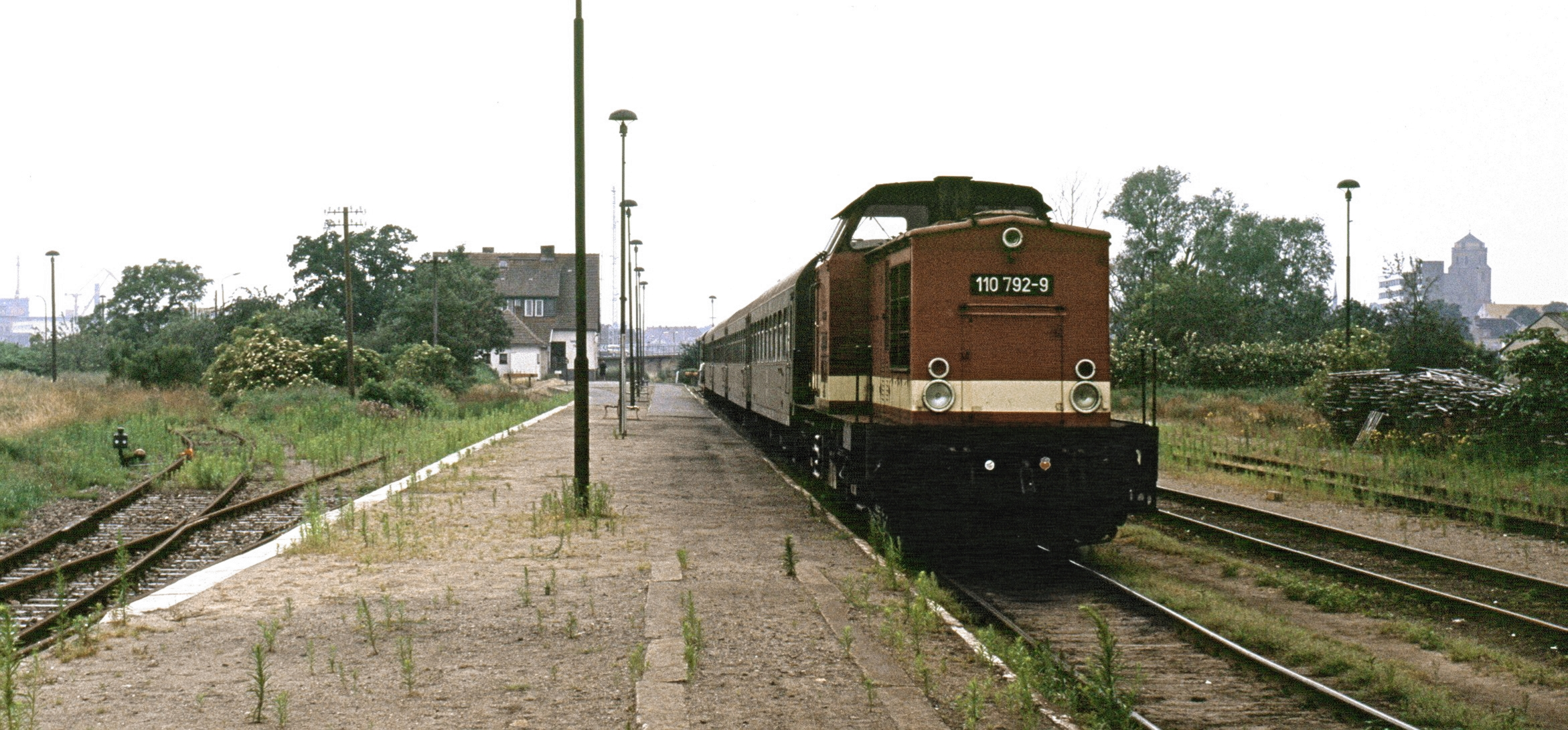
Bahnhof Wolgaster Fähre mit DR V 100, nach links das Gleis zum Trajektanleger

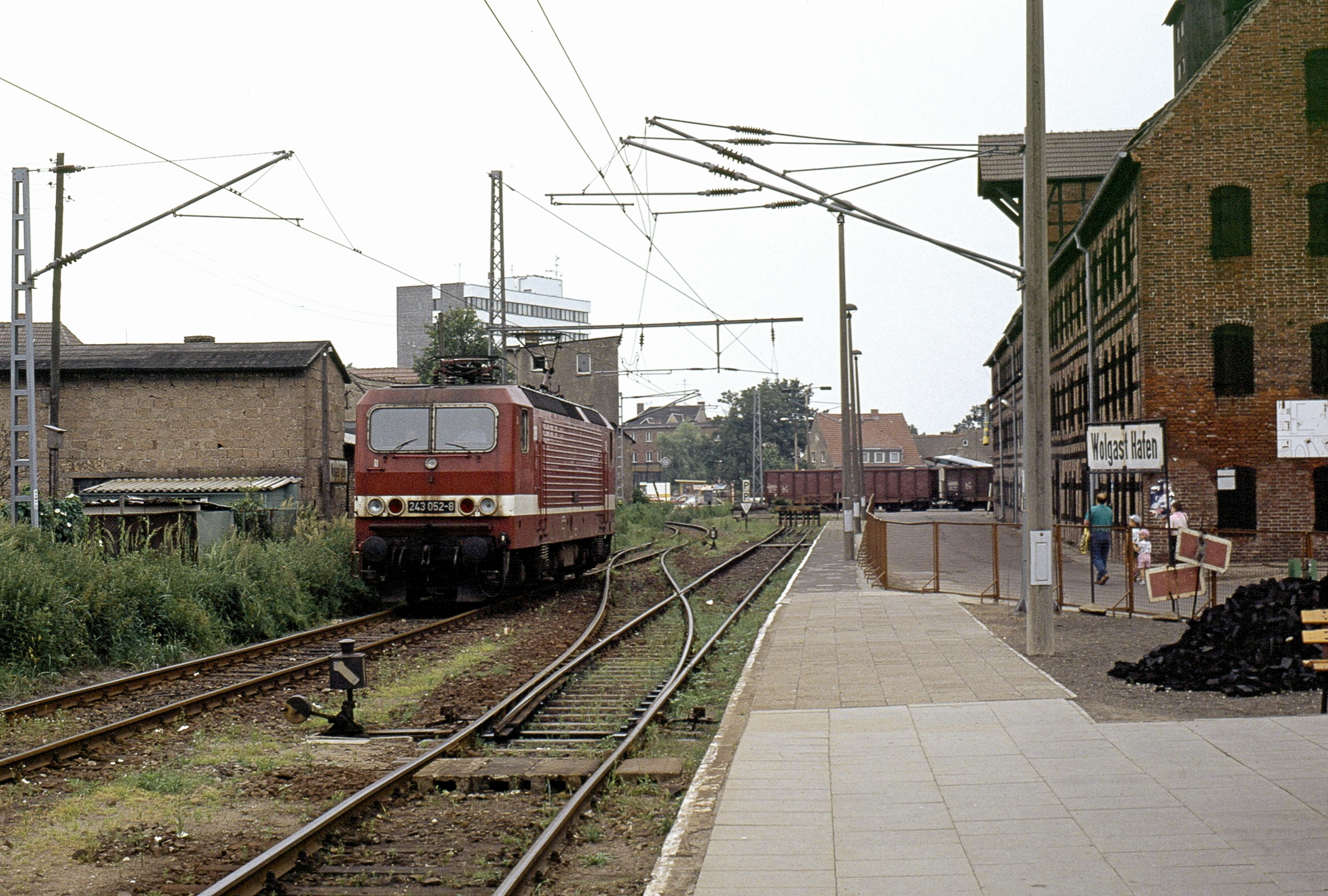
Elektrischer Betrieb im damaligen Endbahnhof Wolgast Hafen, im Hintergrund Güterwagen auf dem Gleis zum Trajekt

Während die Strecke im Zweiten Weltkrieg von größeren Zerstörungen verschont blieb, sprengten am 29. April 1945, unmittelbar vor Ende des Krieges, sich zurückziehende Truppen der Wehrmacht die Karniner Brücke. Zerstört wurden dabei nur die seitlichen Brückenbögen des 350 Meter langen Bauwerks. Die mittige Hubbrücke wurde nicht zerstört und die Gleiströge wurden angehoben, um der im Stettiner Haff operierenden Kriegsmarine einen trümmerfreien Fluchtweg durch den Peenestrom in die Ostsee zu ermöglichen.
Nach der Kapitulation der Wehrmacht am 8. Mai 1945 wurde Swinemünde aufgrund des Potsdamer Abkommens Polen zugeteilt und in Świnoujście umbenannt. Für die Strecke, die nun auf einem etwa fünf Kilometer langen Abschnitt durch polnisches Gebiet führte, bedeutete dies die Teilung in zwei auf deutschem Gebiet verbleibende Abschnitte. Auf dem südlichen Abschnitt Ducherow – zerstörte Karniner Hubbrücke – polnische Grenze und auf dem kurzen Teil Ahlbeck – polnische Grenze des nördlichen Abschnittes wurden die Schienen als Reparationsleistung demontiert und in die Sowjetunion verbracht. Der Abbau zwischen der Karniner Hubbrücke und polnischer Grenze war 1948 beendet. Die dort fahrenden Güterzüge transportierten die hinter ihnen abgebauten Schienen zum Hafen von Świnoujście.
Bereits im Dezember 1945 wurden an den Bahnhöfen Wolgast Hafen und Wolgaster Fähre nahe dem Bahnhof Wolgast auf Befehl der Sowjetischen Militäradministration je ein Fähranleger errichtet und dort das Fährschiff Stralsund zum Übersetzen von Eisenbahnfahrzeugen eingesetzt.
Durch die Reduzierung auf den Abschnitt Ahlbeck – Wolgaster Fähre wurde die Usedomer Eisenbahn zu einer isolierten Inselbahn, was für Bahnreisende stets mit zweimaligem Umsteigen über die Wolgaster Fähre verbunden war. Die Inselbahn wurde als Nebenbahn eingestuft und nur notdürftig instand gehalten. Ihre Höchstgeschwindigkeit verringerte sich auf 60 km/h. Von Berlin und aus dem Süden der DDR gab es durchgehende Züge über Züssow bis Wolgast Hafen.
Es verkehrten 1960 zirka 14 Zugpaare pro Tag auf der Gesamtstrecke. Die Zahl reduzierte sich in den 1980er Jahren etwas je nach Verkehrstag auf elf bis zwölf. Mehrfach, zum Beispiel zwischen 1965 und 1969, gab es Bestrebungen der DDR, die Strecke nach Ducherow wieder aufzubauen. Die Grenze zu Polen, damit verbundene zwischenstaatliche Probleme und die schwierige Topografie auf einer den polnischen Zipfel bei Świnoujście umgehenden Alternativstrecke ließen in Kombination mit den wirtschaftlichen Schwächen des Staates das Vorhaben scheitern. Der etwa 5 km lange alte Streckenteil in Świnoujście war infolge der Demontagen auf deutscher Seite ebenfalls bald entfernt und später teilweise mit Straßen und Häusern überbaut worden.
Überwiegend kamen Maschinen der Baureihe 86 zum Einsatz, die im Betriebswerk Heringsdorf stationiert wurden. Für den Inseleinsatz erhielten diese Loks Windleitbleche. Nach Ende des Dampfbetriebes verkehrten dort Diesellokomotiven der Baureihe 110 (später Baureihe 201 der Deutschen Bahn) mit dreiachsigen, später mit vierachsigen Reko-Wagen. Die Deutsche Reichsbahn richtete zusätzlich zwischen 70 und 100 Sonderzüge in Richtung Insel ein, deren Wagen teilweise über die Fähre bis nach Heringsdorf verkehrten. Die Lokomotiven wurden im Bahnbetriebswerk Heringsdorf unterhalten, das 1946 aus einer Lokstation entstanden war.
1990 endete der Trajektverkehr in Wolgast, da das Fährschiff Stralsund, das zuletzt mithilfe eines Schleppers übersetzen musste, ausgemustert wurde. Damit wurde auch der Güterverkehr auf die Insel eingestellt. Wegen des wegfallenden Güterverkehrs, der schwierigen Überführung von Fahrzeugen auf die Insel und zurückgehenden Fahrgastzahlen beantragte die Reichsbahndirektion Schwerin 1992 die Stilllegung der Strecke. Am 1. April 1993 wurde das Projekt Usedom als Vorläufer der Usedomer Bäderbahn gegründet. Mit einem attraktiven Fahrplan wollte man die Reisendenzahlen steigern und der drohenden Stilllegung entgegenwirken.

### Übernahme und Ausbau durch die UBB

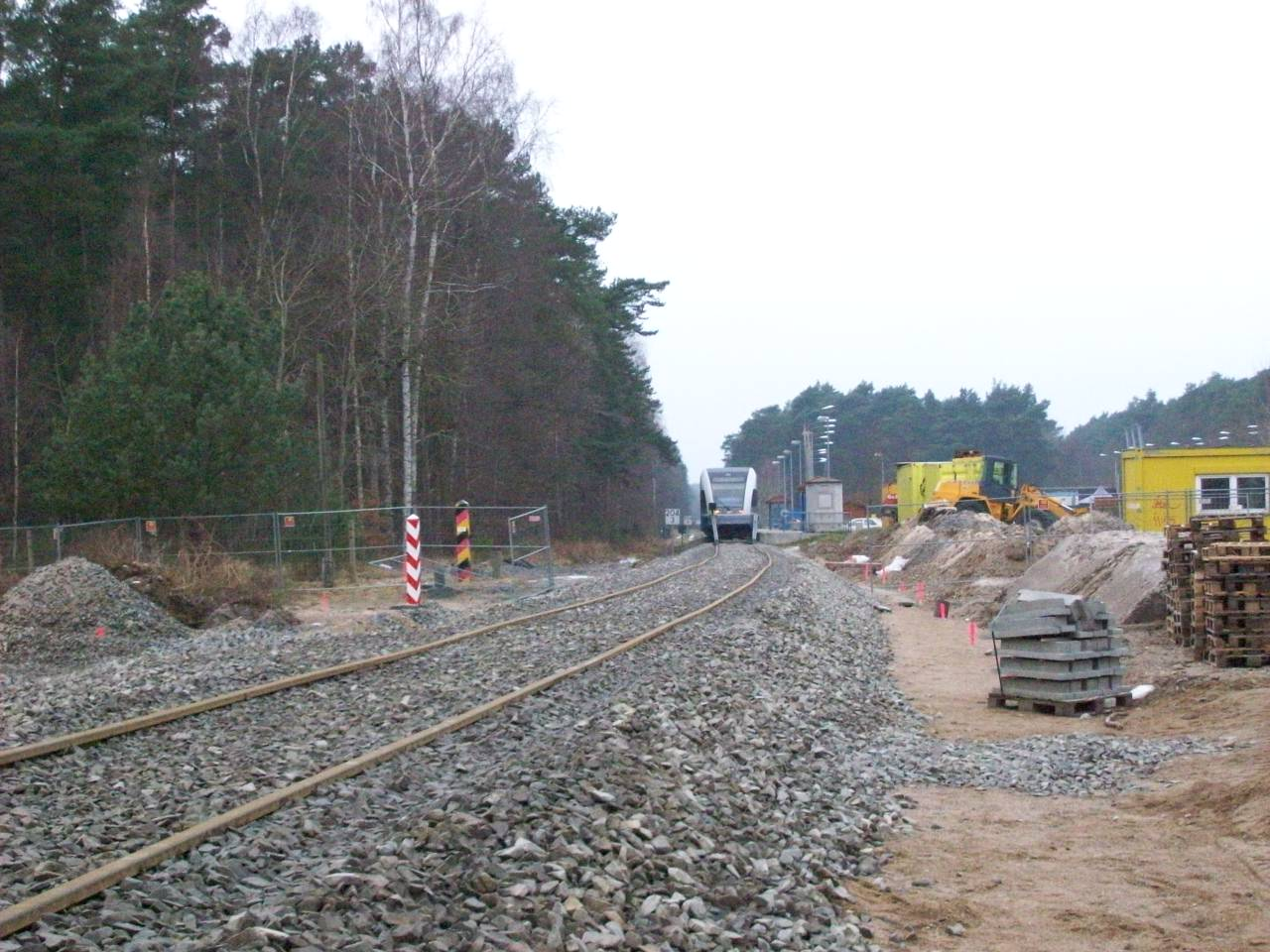
Bau der Streckenverlängerung nach Świnoujście – im Hintergrund das damalige Streckenende (Ahlbeck Grenze, Januar 2008)

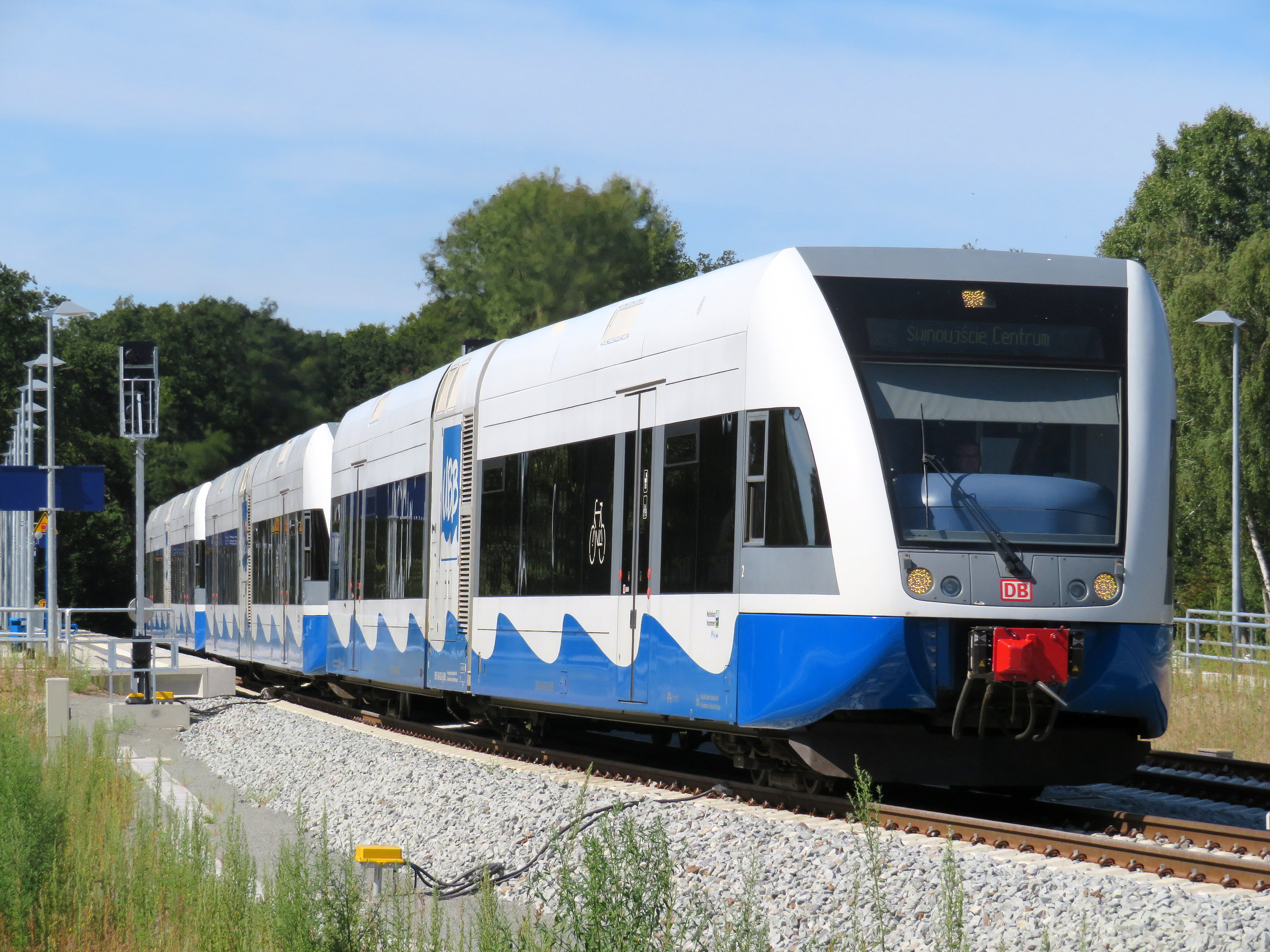
Dreifachtraktion der Baureihe 646 verlässt den 2018 neu errichteten Kreuzungsbahnhof Schmollensee Richtung Südosten.

Nach dem der Deutschen Wiedervereinigung am 1. Januar 1994 folgenden Zusammenschluss der beiden deutschen Staatsbahnen Deutsche Reichsbahn und Bundesbahn kam die Strecke zur neuen Deutschen Bahn AG. Diese gründete am 21. Dezember 1994 die Usedomer Bäderbahn GmbH (UBB) als 100-prozentiges Tochterunternehmen, das am 1. Juni 1995 den gesamten Schienenverkehr auf der Stammstrecke und auf dem Peenemünder Ast übernahm. Statt der lokbespannten Züge wurden Triebwagen eingesetzt, zunächst die im Volksmund als Ferkeltaxe bezeichneten Schienenbusse der Baureihe 771/772.
In den darauf folgenden Jahren führte die UBB Streckensanierungen durch; die Höchstgeschwindigkeit konnte an vielen Stellen auf 80 km/h erhöht werden. Trassenheide und Koserow wurden zu Kreuzungsbahnhöfen ausgebaut. 1997 wurde die Strecke von Ahlbeck in Richtung Grenze zum neuen Haltepunkt Ahlbeck Grenze verlängert. Zusätzlich wurden die Haltepunkte Stubbenfelde, Heringsdorf-Neuhof und Ahlbeck Ostseetherme eingerichtet. Der Fuhrpark wurde schrittweise auf Triebwagen der Baureihe 646 umgestellt.
Die nächste größere Maßnahme war der Neubau der Peenequerung in Wolgast. Neben der alten Straßenbrücke wurde eine kombinierte Straßen- und Eisenbahnbrücke errichtet, die alte Straßenbrücke wurde abgerissen. Der Straßenverkehr war ab 1998 möglich, der Eisenbahnverkehr wurde mit dem Fahrplanwechsel am 28. Mai 2000 aufgenommen. Die zulässige Achslast beträgt 16,6 Tonnen.
Im Jahr 1999 gingen die Eigentums- und Betriebsrechte auf der Festlandstrecke Züssow–Wolgast Hafen an die UBB über. Die nicht mehr benötigte Oberleitung wurde abgebaut, da die Dieseltriebwagen der UBB bis Züssow durchfahren. Die UBB-Züge haben nun direkten Anschluss an die ICE- und RE-Züge der Verbindung Berlin – Pasewalk – Anklam – Züssow – Greifswald – Stralsund. Die Fahrgastzahlen auf der neuen Gesamtstrecke haben sich gegenüber 1995 mehr als verzehnfacht.
Im Jahre 2001 richtete die Deutsche Bahn direkte Fernverbindungen zum Seebad Heringsdorf ein. Diese Züge hielten auf Usedom an nahezu allen Zwischenstationen. Von Beginn an verkehrte der „UrlaubsExpress Mecklenburg-Vorpommern“ zwischen Köln und Usedom, zunächst als InterRegio. Ab 2003 verkehrte dieser Zug als InterCity über Hamburg. Die DB bot auch einen Fernzug Berlin – Heringsdorf an. Später wurde der „UrlaubsExpress Mecklenburg-Vorpommern“ von Köln über Berlin nach Usedom geführt und ein separater IC Hamburg – Heringsdorf angeboten.
Am 5. Oktober 2007 begann der Bau der Verlängerung von Ahlbeck Grenze nach Świnoujście (Swinemünde). Für rund drei Millionen Euro wurden 1,5 km Strecke wieder aufgebaut und der neue, zweigleisige Bahnhof Świnoujście Centrum am Rande des Stadtzentrums (etwa 250 m vor dem früheren Bahnhof Swinemünde Bad) errichtet. Für den Betrieb auf polnischer Seite gründete die UBB die Tochtergesellschaft UBB Polska. Die Bauarbeiten wurden im April 2008 weitgehend abgeschlossen, der erste Probezug hatte die Strecke Anfang 2008 befahren. Die Aufnahme des planmäßigen Betriebes wurde wegen fehlender Genehmigungen polnischer Behörden mehrfach verschoben. Am 20. September 2008 wurde die Strecke freigegeben, der Planbetrieb wurde am nächsten Tag aufgenommen. Auch auf polnischer Seite war man mit der schleppenden Arbeitsweise des Warschauer Eisenbahnverkehrsamtes UTK unzufrieden.
Am 1. Juni 2011 wurde ein neuer Haltepunkt am Forstamt Neu Pudagla (in der Nähe von Ückeritz) eröffnet. Geplant ist ein künftiger Haltepunkt in Damerow bei Koserow.
Um einige Bahnübergänge schließen zu können, baute die UBB Bahnparallelwege. In Schmollensee wurde der Haltepunkt mit dem Bau eines Kreuzungsgleises zum Bahnhof.
Am 15. Juni 2013 endete der Fernverkehr nach Usedom, der zuletzt nur noch mit einer Kurswagengruppe Köln – Berlin – Seebad Heringsdorf betrieben wurde.
Zum 10. Dezember 2017 übernahm die DB Regio Nordost den Betrieb und die 23 Triebwagen der Baureihe 646 von der UBB. Sie stellte bereits seit 2013 das Fahrpersonal.

## Pläne für den Wiederaufbau der Strecke ab Ducherow
Die in der DDR in den 1960er Jahren nicht realisierten Pläne zum Wiederaufbau des alten südlichen Teils der Strecke wurden nach der Wiedervereinigung wieder aktuell. Die in den 1990er Jahren gestiegenen Fahrgastzahlen und die späteren Streckenverlängerungen von Ahlbeck bis schließlich Świnoujście Centrum erzeugten erneut den Wunsch, die Strecke vollständig wiederherzustellen. Die Fahrzeit zwischen Berlin und dem Osten der Insel Usedom könnte so mit rund zwei Stunden auf die Hälfte verkürzt werden. Die etwa 40 Kilometer lange zu reaktivierende Strecke wurde bisher nie offiziell entwidmet. Im Bundesverkehrswegeplan 2003 war sie im Abschnitt Bau leistungsfähiger Verkehrswege in den neuen Bundesländern erwähnt, und im Bundesschienenwegeausbaugesetz vom 15. September 2004 (BGBl. I Nr. 49, S. 2322) war die Strecke (Berlin –) Ducherow – Swinemünde (Świnoujście) – Ahlbeck Grenze (Usedom) unter der lfd. Nr. 3 Internationale Projekte enthalten.

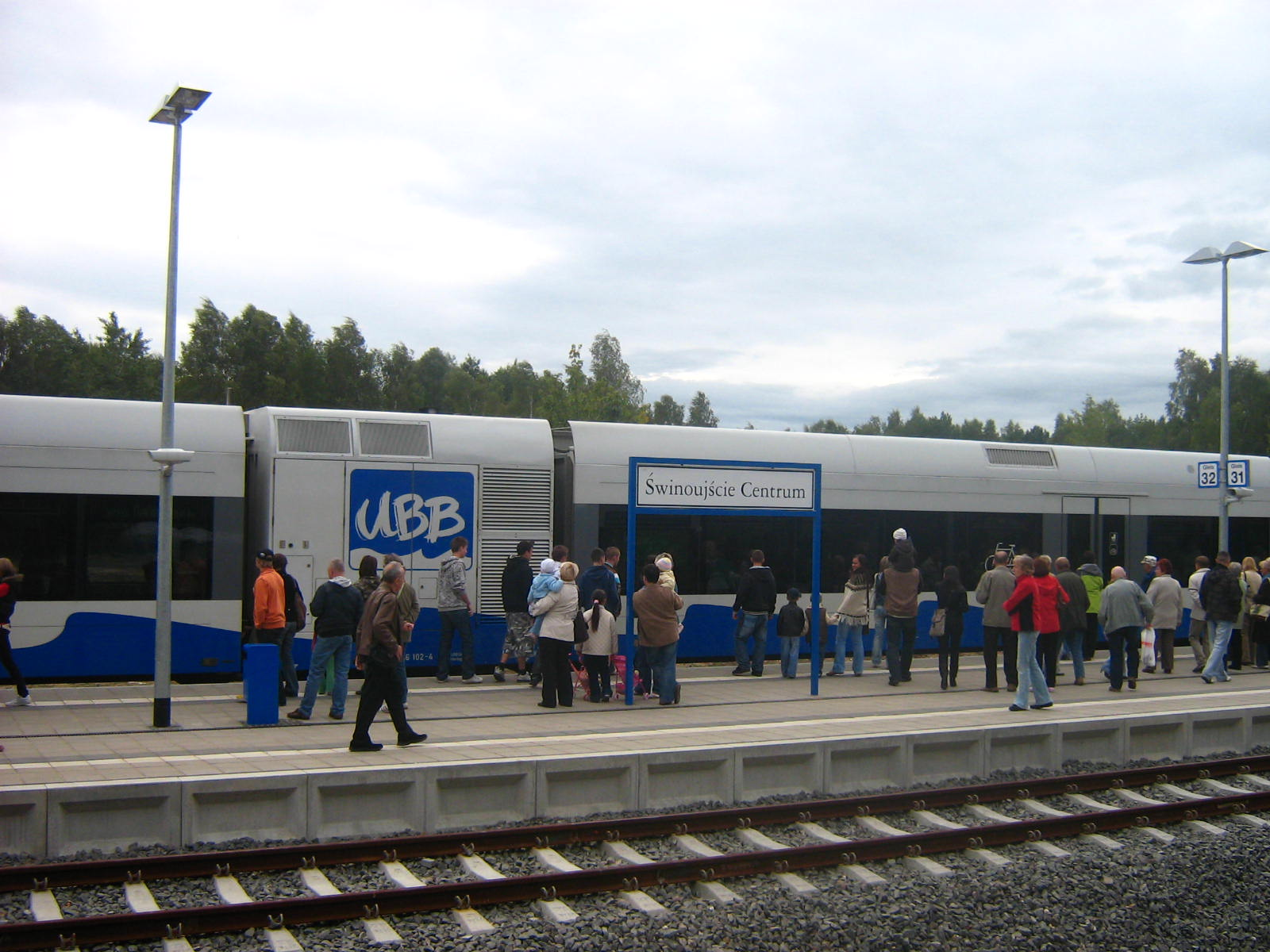
Bahnhof Świnoujście Centrum

Später rückte die Bundesregierung von den Reaktivierungsplänen ab und erklärte im Jahr 2008 in Bezug auf ein von ihr in Auftrag gegebenes Gutachten, dass die „wirtschaftliche Betreibung der Linie derzeit nicht erkennbar“ sei. Die UBB verwies bereits damals darauf, dass das Gutachten nicht die Potentiale des Güterverkehrs berücksichtigen würde. Im Bundesverkehrswegeplan blieb das Projekt weiterhin enthalten. Das Bahnprojekt wurde Mitte Januar 2010 kurzfristig auf die Tagesordnung der 2. Deutsch-Polnischen Oderkonferenz in Potsdam gesetzt. Die Deutsche Bahn AG ging 2010 von Kosten in Höhe von 140 Millionen Euro für den Wiederaufbau aus.
Zur Wiederherstellung des südlichen Streckenteils ist entweder die Reparatur der Karniner Hubbrücke oder ein Ersatzbau notwendig. Am 9. April 2010 wurde ein verbands- und parteiübergreifendes deutsch-polnisches Aktionsbündnis Karniner Brücke gegründet, das sich für den Wiederaufbau der Brücke einsetzt. Ende April 2010 wurde eine von der DB International erarbeitete neue Nutzen-Kosten-Analyse veröffentlicht, die nach Auffassung des Aktionsbündnis mit Berücksichtigung des Güterverkehrs schon im ungünstigsten Fall ein Nutzen-Kosten-Verhältnis von 2,6 ergibt.
Mecklenburg-Vorpommerns damaliger Verkehrsminister Volker Schlotmann forderte im September 2010 ein Wirtschaftsgutachten der Deutschen Bahn über die Verbindung. Eine solche Untersuchung sei Voraussetzung für die Aufnahme des Projektes in den vordringlichen Bedarf des Bundesverkehrswegeplans. Das Land werde prüfen lassen, ob zusätzliche Fördermittel von der Europäischen Union bereitgestellt werden können. Im Oktober 2010 bestätigte der Regionalleiter der DB Regio Nordost und Geschäftsführer der UBB, Andreas Zylka, dass der Wiederaufbau der Karniner Brücke wirtschaftlich sei. Insbesondere würde der Güterverkehr in Richtung Südwesten profitieren.
Die Bundesregierung antwortete im Frühling 2012 auf zwei Kleine Anfragen im Deutschen Bundestag, dass der Wiederaufbau der Eisenbahnstrecke Ducherow–Karnin–Swinemünde einschließlich der Karniner Hubbrücke aufgrund der ihr vorliegenden Gutachten derzeit unwirtschaftlich sei. Anfang Oktober 2012 veröffentlichte die DB eine neue Studie, in der auch das Fahrgastpotential nach Swinemünde berücksichtigt wurde. Die Planungen sehen nun eine Klappbrücke hinter der Karniner Hubbrücke und eine eingleisige Strecke vor. Die veranschlagten Baukosten liegen mit 100 Millionen Euro um 40 Millionen Euro unter den bisherigen Planungen. Mecklenburg-Vorpommern hatte die Strecke im Jahr 2013 für den Bundesverkehrswegeplan 2030 (damals noch als „Bundesverkehrswegeplan 2015“ bezeichnet) angemeldet. Ergänzend wies ein Berater der Europäischen Union darauf hin, dass nach dem Bau eines Swinetunnels (Projektname: „Usedom Crossing“) mit integriertem Eisenbahngleis Usedom mit Wolin verbunden werden könne, was die Möglichkeit biete, den Skandinavienverkehr über Świnoujście auch über Ducherow nach Berlin zu leiten. In ihrer Antwort auf eine Kleine Anfrage der Fraktion Bündnis 90/Die Grünen vom 20. Mai 2016 schreibt die Bundesregierung, dass das Projekt lediglich für den SPNV von Bedeutung sei und deshalb nicht in den BVWP 2030 aufzunehmen sei.
Die DB Netz AG steht dem Projekt wohlwollend gegenüber, verweist aber auf viele ungeklärte Fragen. Insbesondere sei die Höhe der Gesamtkosten für die Wiederinbetriebnahme der Strecke unklar (zwischen 80 und 500 Millionen Euro). Auch sei unklar, ob die Mittel im Etat für Regionalisierungsmaßnahmen für das Projekt in hinreichender Höhe bereitgestellt werden können. Ohne grenzüberschreitenden Güterverkehr von und nach Świnoujście wird nach Ansicht von Vertretern der DB Netz ein wirtschaftlicher Betrieb der Strecke nur schwer möglich sein.
Der bis 2017 für die Region zuständige Wahlkreisabgeordnete des Deutschen Bundestags, Matthias Lietz (CDU), damals zugleich Mitglied in dessen Verkehrsausschuss, lehnte in seiner Amtszeit das Eisenbahnprojekt ab und forderte den Bau von Ortsumgehungen der Bundesstraßen, die auf Usedom liegen und dorthin führen.
In den Bundesverkehrswegeplan 2030 wurde in der Kategorie „Weiterer Bedarf/Internationale Projekte“ die Prüfung der Wiederherrichtung der Bahnstrecke Ducherow–Swinemünde (Świnoujście) aufgenommen. Für die neu zu bauende Strecke soll die Brücke bei Karnin wieder aufgebaut werden. Die Züge sollen elektrisch betrieben werden und auf einem Gleis mit maximal 120 km/h verkehren.
In einer Pressemitteilung des Ministeriums für Wirtschaft, Infrastruktur, Tourismus und Arbeit des Landes Mecklenburg-Vorpommern vom 10. Januar 2023 wurde mitgeteilt, dass in der Zwischenzeit drei Trassenvarianten geprüft worden sind und sich eine als besonders vorteilhaft herausgestellt habe. Diese Variante 1 sieht einen Wiederaufbau der Bestandstrasse von Ducherow bis östlich Zirchow auf 29 Kilometern und von dort in nördlicher Richtung eine circa sieben Kilometer lange Neubaustrecke bis zur Einfädelung in die von Zinnowitz kommende Bestandsstrecke nach Seebad Heringsdorf vor. Zusätzlich ist eine Verbindungskurve zur Anbindung von Anklam vorgesehen. Ungeklärt ist dabei noch, ob die Karniner Hubbrücke ersetzt oder umfahren werden soll. Es soll in den nächsten zwei Jahren neben einer weiteren vertiefenden Planung eine Wirtschaftlichkeitsberechnung erstellt werden. Dabei wird mit Baukosten von rund 560 bis 580 Millionen Euro zuzüglich Planungskosten von etwa 110 bis 120 Millionen Euro gerechnet.
Am 20. Oktober 2023 beschloss der Deutsche Bundestag, das als „ABS/NBS Ducherow – Usedom – Seebad Heringsdorf/Swinoujsice“ bezeichnete Vorhaben in den potenziellen Bedarf des Bedarfsplans für die Bundesschienenwege aufzunehmen.